# Thymian-Sommerwurz
Die Thymian-Sommerwurz (Orobanche alba), auch Quendel-Sommerwurz oder Weiße Sommerwurz genannt, ist eine Pflanzenart aus der Gattung der Sommerwurzen (Orobanche) innerhalb der Familie der Sommerwurzgewächse (Orobanchaceae).

## Beschreibung

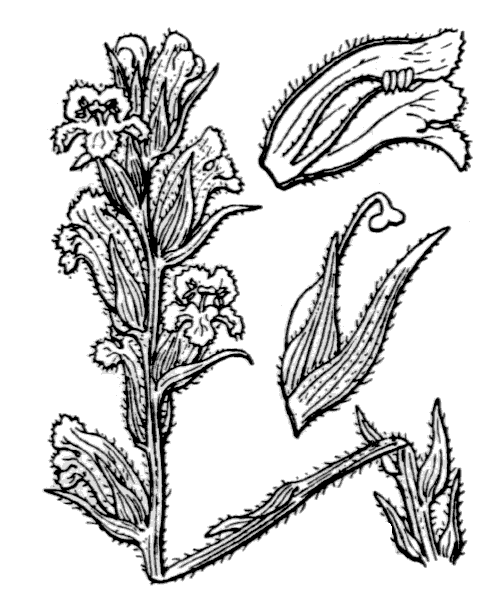
Illustration

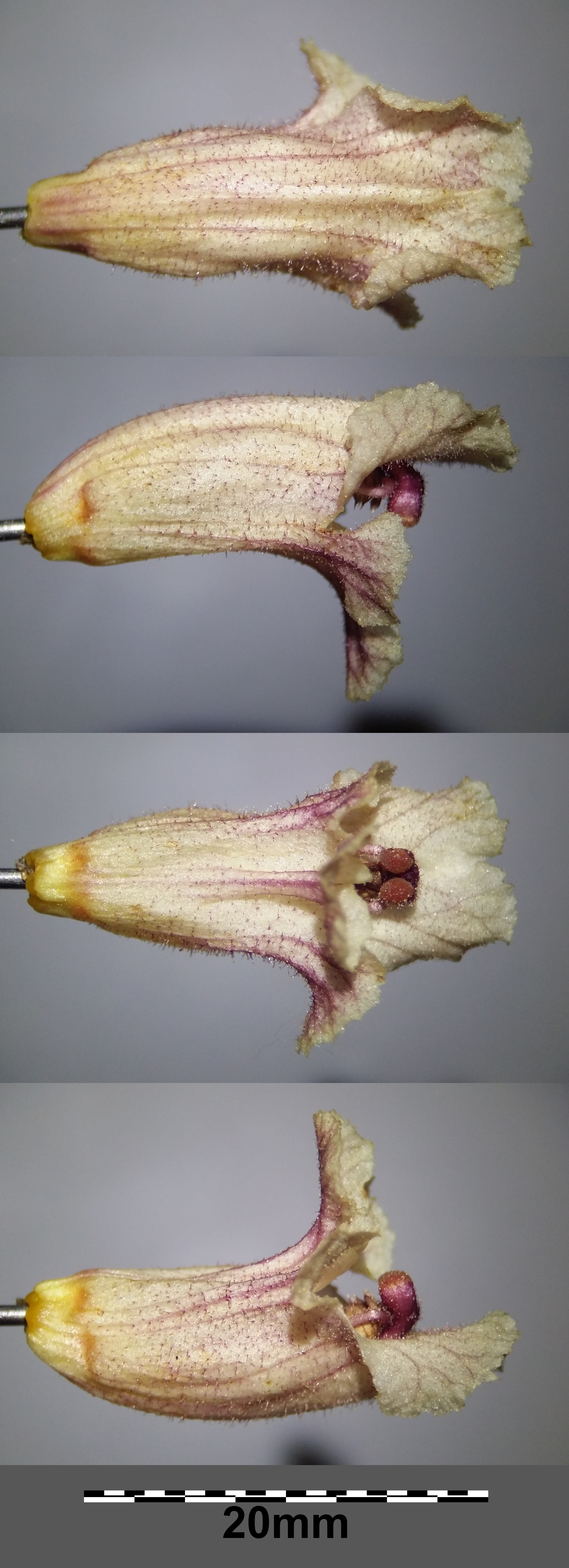
Zygomorphe Blüte im Detail

### Vegetative Merkmale
Die Thymian-Sommerwurz ist eine mehrjährige krautige Pflanze, die Wuchshöhen von 6 bis 25 Zentimetern erreicht.

### Generative Merkmale
Die Blütezeit reicht von April bis August. Die Blüten befinden sich in einem ährigen Blütenstand.
Die Blüten duften nicht. Die zwittrige Blüte ist zygomorph mit doppelter Blütenhülle. Die Hälften des Kelchs besitzen meist mehrere deutliche Nerven. Die Kelchspitzen sind bräunlich gefärbt und sind im frischen Zustand kaum von der Färbung der Krone zu unterscheiden. Die Krone ist 18 bis 22 Millimeter lang, meist weißlich-hellgelb, violett geadert und oftmals an der Spitze rotviolett überlaufen. Die Oberlippe ist mit dunklen Drüsenhaaren besetzt. Die Narbe ist bräunlich-violett.
Die Chromosomenzahl beträgt 2n = 38 oder 16.

## Ökologie
Die Thymian-Sommerwurz ist ein Vollschmarotzer, der auf Arten aus der Familie Lippenblütler (Labiatae), wie die Quendel-Seide meist Thymian (Thymus), insbesondere auf Wurzeln von Thymus serpyllum,  wächst bzw. parasitiert. Sie besitzt keine Chloroplasten und kann keine Photosynthese betreiben, sie ist daher vollständig auf die Ernährung durch ihre Wirte angewiesen (Holoparasit). Ihr schnelles Wachstum wird durch die in der Wurzelknolle gespeicherten Reservestoffe ermöglicht.

## Vorkommen
Die Thymian-Sommerwurz kommt in Europa, Nordafrika, Westasien, Zentralasien, im Kaukasusraum, in Pakistan, Indien, Nepal und China vor. Sie wächst auf Trocken- und Halbtrockenrasen und in lichten und wärmebegünstigten Wäldern. Sie bevorzugt mäßig trockene, kalkreiche Böden und Höhenlagen bis 1900 m. In den Allgäuer Alpen steigt sie bis zu einer Höhenlage von 1850 Metern auf.
Sie ist in Mitteleuropa eine Art der Gesellschaften der Klassen Sedo-Scleranthetea, Festuco-Brometea oder der Ordnung Seslerietalia albicantis.
Die ökologischen Zeigerwerte nach Landolt et al. 2010 sind in der Schweiz: Feuchtezahl F = 2 (mäßig trocken), Lichtzahl L = 4 (hell), Reaktionszahl R = 4 (neutral bis basisch), Temperaturzahl T = 4+ (warm-kollin), Nährstoffzahl N = 2 (nährstoffarm), Kontinentalitätszahl K = 4 (subkontinental).

## Taxonomie
Die Erstbeschreibung von Orobanche alba erfolgte 1800 Christian Friedrich Stephan in Carl Ludwig von Willdenow: Species Plantarum, 3, S. 350. Ein Synonym für Orobanche alba Stephan ex Willd. ist Orobanche epithymum DC.